# Faculdade de Direito da PUC Campinas
A tradicional Faculdade de Direito da Pontifícia Universidade Católica de Campinas, localizada no Campus I da referida universidade, em Campinas, é uma das faculdades mais antigas do Brasil e a mais antiga do interior do estado de São Paulo. Está entre as sete faculdades que mais  aprovam no exame da Ordem dos Advogados do Brasil do Estado de São Paulo. Recentemente foi premiada pela OAB, recebendo o selo OAB RECOMENDA, concedido a apenas 8% das faculdades de direito do Brasil. Conquistou também, pela quinta vez consecutiva, 5 estrelas na avaliação do Guia do Estudante, em 2016, permanecendo entre as 5 melhores do Estado. É a Faculdade de Direito do interior com maior numero de desembargadores no Tribunal de Justiça do Estado de São Paulo, além de situar-se dentre as quatro faculdades de Direito que mais formam juízes e promotores no estado, ao lado da Universidade de São Paulo, do Mackenzie e Pontifícia Universidade Católica de São Paulo.
Recentemente, recebeu premiação 5 estrelas pelo Ranking Estadão, sendo considerada, junto com a Faculdade de Direito da Universidade de São Paulo, a melhor faculdade de direito do Estado de São Paulo. 
Seu diretor para a gestão 2018-2022 é o desembargador aposentado e doutrinador de Direito Administrativo, Prof. Dr. Francisco Vicente Rossi

## Ex-alunos
Dentre os ex-alunos da Faculdade de Direito da PUC Campinas, destacam-se:
- Almir Pazzianotto - Ministro do Trabalho, então indicado por Tancredo Neves
- Antonio Carlos De Mendes Thame - engenheiro, docente de Economia na ESALQ(USP), Advogado, foi prefeito de Piracicaba entre 1993 e 1996, e o secretário de Recursos Hídricos, saneamentos e obras do estado de SP durante os governos Mario Covas e Geraldo Alckmin. Foi deputado federal e Fundador do PSDB em 1988
- Camilo Capiberibe - Governador do estado do Amapá
- Carlos Sampaio - Promotor de justiça, deputado federal, foi líder da bancada do PSDB na câmara, vice-presidente da comissão de Defesa do Consumidor, integrou o grupo de trabalho que promoveu a reformulação do Código do Processo Penal.[5]
- Fernando Grella - Procurador-geral de justiça de São Paulo
- José Luiz Gavião de Almeida - desembargador e docente da Faculdade de Direito do Largo São Francisco (USP)
- José Raul Gavião de Almeida - desembargador e docente da Faculdade de Direito do Largo São Francisco (USP)
- Laurival Ribeiro da Silva Filho - desembargador federal do Trabalho aposentado, ex-presidente do TRT da 15ª Região
- Luis Carlos Cândido Martins Sotero da Silva - desembargador aposentado, ex-presidente do TRT da 15ª Região; atuou no Tribunal Superior do Trabalho
- Orestes Quércia - ex-governador do estado de São Paulo
- Renato Buratto - desembargador, ex-presidente do Tribunal Regional do Trabalho da 15ª Região
- Renato Nalini - Desembargador, presidente do Tribunal de Justiça de São Paulo, ex-presidente da Academia Paulista de Letras e autor de diversos livros, atualmente é secretário da educação do governo do estado de São Paulo.
- Silvio Artur Dias da Silva - defensor público criminal, aposentou-se como Procurador do Estado de São Paulo. Conhecido colunista e por defender Andinho, no processo que o acusa de ser co-autor da morte do prefeito de Campinas

## Associação Atlética
A Associação Atlética XVI de Abril é a instituição responsável pelo esporte dentro da universidade, todos os anos fazendo-se presente em diversos campeonatos municipais, estaduais e nacionais, levando consigo o nome da Faculdade de Direito da PUC-Campinas. O campeonato de maior destaque e importância são os Jogos Jurídicos Estaduais de São Paulo (JJE-SP), que conta com a participação das doze maiores faculdades de direito do Estado (PUCCAMP, FACAMP, USP-RP, FMU, USP-SP, PUC-SP,  Mackenzie, FDF, Faculdade de Direito de São Bernardo, Universidade São Judas Tadeu, Faculdade de Direito de Santos). A PUC-Campinas é a faculdade que mais vezes conquistou o título de campeã do interior; sua última conquista foi em 2017 (JJE Botucatu).

## Centro Acadêmico
O Centro Acadêmico XVI de Abril foi fundado no ano de 1952, é o órgão máximo de representação dos alunos na faculdade. O primeiro presidente do C.A. foi José Antônio Trevisan, e o tesoureiro de sua gestão foi o ex-reitor  Heitor Regina, docente da PUC Campinas de 1968 até 2015. Todo ano há eleições para o C.A. A Chapa vencedora no ano de 2022, que assumiu em 2023 é a Alumnus, presidida pelo aluno João Gabriel R. Braga, reeleito para a gestão de 2024.